# گردان شیخ منصور
گردان شیخ منصور (انگلیسی: Sheikh Mansur Battalion) گردان پیاده‌نظام سبک و یکی از چندین تشکیلات مسلح داوطلب چچنی است که در جنگ روسیه و اوکراین در کنار نیروهای مسلح اوکراین شرکت می‌کند. این گردان به افتخار شیخ منصور اشرمه، یک فرمانده نظامی چچنی و یک رهبر اسلامی که در اواخر قرن هجدهم علیه گسترش امپراتوری روسیه به قفقاز جنگید، نامگذاری شده است.
این گردان از سال ۲۰۱۴ فعال بوده و عمدتاً از داوطلبان چچنی تشکیل شده است که بسیاری از آنها کهنه سربازان جنگ اول چچن و جنگ دوم چچن هستند.